# Jean-Pierre Sonnet
Jean-Pierre Sonnet, né à Louvain (Belgique), le 19 octobre 1955, est un jésuite belge, exégète spécialiste de l'Ancien Testament.

## Biographie
Il est né en 1955. Après une première année d'études à l'université catholique de Louvain, il entre au noviciat en 1974 et poursuit ses études en philosophie et lettres jusqu'à l'obtention de sa licence. Après sa régence, il reprend des études de théologie à l'Institut d’Études Théologiques de Bruxelles, puis à l'Institut biblique pontifical (Rome).
Ordonné prêtre en 1985, il soutient sa thèse de doctorat en 1995 à l'université de l'Indiana sur la communication dans le Deutéronome.
Nommé professeur d’Écriture sainte à l'Institut d’Études Théologiques de Bruxelles, il enseigne depuis 2008 à l’Université pontificale grégorienne.
Il est par ailleurs poète et a publié plusieurs recueils : Le corps voilé : petite suite eucharistique (2002), Membra Jesu nostri. ce que Dieu ne dit que par le corps (2010), Le Messie aux portes de Rome (2017) et La Ville où tout homme est né (2021).

## Publications

### Auteur
- La Parole consacrée : théorie des actes de langage, linguistique de l'énonciation et parole de la Foi, Louvain-la-Neuve, Cabay, 1984, 197 p. (ISBN 2-87077-239-4)[5].
- (en) The Book within the book : writing in Deuteronomy, Leiden/New York/Köln, Brill, 1997, 299 p. (ISBN 90-04-10866-1, lire en ligne)[6].
- Le corps voilé : petite suite eucharistique, Le Taillis Pré, 2002, 40 p. (ISBN 2-930232-56-0).
- Le chant des montées : marcher à Bible ouverte, Paris, Desclée de Brouwer, 2008, 85 p. (ISBN 978-2-220-05913-6).
- "Lorsque ton fils te demandera..." : De génération en génération l'histoire biblique à raconter, Namur/Paris, Lessius, 2014, 168 p. (ISBN 978-2-87299-262-1).
- A l'ombre de ses ailes : le livre de Ruth : une lecture narrative, Bruxelles/Paris/58-Clamecy, Lessius, 2021, 213 p. (ISBN 978-2-87299-386-4)[7],[8],[9],[10].
- La ville où tout homme est né, Le Taillis Pré, 2021, 50 p. (ISBN 978-2-87450-185-2)

### Traducteur
- Robert Alter, L'Art du récit biblique, Bruxelles, Lessius, 1999, 265 p. (ISBN 2-87299-080-1)
- Robert Alter (trad. de l'anglais), L'Art de la poésie biblique, Bruxelles/Paris, Lessius, 2003, 306 p. (ISBN 2-87299-098-4)
- Meir Sternberg (trad. de l'anglais), La grande chronologie : temps et espace dans le récit biblique de l'histoire, Bruxelles/Paris, Lessius, 2008, 126 p. (ISBN 978-2-87299-174-7)